# Волкотрубенко, Иван Иванович
Ива́н Ива́нович Волкотру́бенко (12 июля 1896 года, с. Чернцы, Балтский уезд, Подольская губерния, Российская империя — 3 марта 1986 года, Москва) — советский военачальник, генерал-полковник артиллерии (1944).

## Биография
Родился 12 июля 1896 года в селе Чернцы Балтского уезда Подольской губернии (ныне — Подольский район, Одесская область) в семье крестьянина.
Участник Первой мировой войны, рядовой.
1 апреля 1918 года добровольно вступил в РККА, в 1918 году окончил 1-е Московские артиллерийские курсы, рядовым участвовал в Гражданской войне в 1919—1921 годах, воевал Южном фронте, на Кавказе, на Украине с бандами Махно. Награждён именным оружием.

### Между войнами
В 1924 году окончил Высшую военную школу связи, вступил в ВКП(б), служил рядовым, затем помощником командира батареи, командиром и военкомом артиллерийского дивизиона, в 1931 году окончил артиллерийские КУКС, назначен начальником штаба артиллерийского полка 5-й кавалерийской дивизии, затем начальником артиллерии кавалерийского корпуса. С 1938 года И. И. Волкотрубенко — начальник артиллерийского снабжения — заместитель начальника артиллерии Киевского особого военного округа (КОВО). Начальник отделения боевой подготовки артиллерии КОВО Г. С. Надысев так вспоминал о нём: 

На него можно было смело положиться во всем. Это был скромный и неутомимый в работе человек, внимательный и чуткий товарищ. Мне он не раз помогал советами.— Надысев Г.С. На службе штабной

### Великая Отечественная война
С началом Великой Отечественной войны на базе войск и управления КОВО создается Юго-Западный фронт, где И. И. Волкотрубенко занимает ту же должность. В сентябре 1941 года штаб фронта оказался в окружении, Военный совет фронта разрешил штабным офицерам выходить из окружения группами, И. И. Волкотрубенко выходил с группой офицеров штаба артиллерии фронта. 

Из горящего города мы вышли под вечер. Направление взяли на село Жданы, где предполагали встретить резервную дивизию. Шли болотами, в одном из них чуть не утонул генерал Волкотрубенко. Мы попросили его снять генеральскую форму — уж слишком она была заметна, — но Волкотрубенко категорически отказался.— Надысев Г.С. На службе штабной
 После выхода из окружения И. И. Волкотрубенко вернулся на ту же должность. В феврале 1942 года И. И. Волкотрубенко был назначен заместителем, затем 1-м заместителем начальника (начальником организационно-планового управления) Главного артиллерийского управления (ГАУ), на этой должности до 1948 года.

### После войны, репрессии
С 1948 года — первый заместитель начальника ГАУ. В марте 1950 года И. И. Волкотрубенко назначен начальником ГАУ.
Постановлением Совета Министров СССР № 5444-2370 от 31 декабря 1951 года «О недостатках 57-мм автоматических зенитных пушек С-60» И. И. Волкотрубенко был снят с должности и отдан под суд, вместе с Н. Д. Яковлевым и И. А. Мирзахановым, 5 января 1952 года Прокуратурой СССР было заведено следственное дело, в феврале 1952 года И. И. Волкотрубенко был арестован по обвинению во вредительстве. Следствие продолжалось 15 месяцев, И. И. Волкотрубенко виновным себя не признавал. После смерти И.В. Сталина, по предложению Л. П. Берии, в апреле 1953 года И. И. Волкотрубенко был реабилитирован и освобождён из-под стражи, следственное дело прекращено.
После освобождения И. И. Волкотрубенко был назначен начальником Центральных артиллерийско-технических курсов усовершенствования офицерского состава (с 1956 года — Центральные артиллерийско-технические офицерские курсы). В августе 1958 года на базе курсов создаётся Пензенское высшее артиллерийское инженерное училище. И. И. Волкотрубенко руководил училищем до 1966 года.
Был делегатом XX (в 1956 году), XXII (в 1961 году) и XXIII (в 1966 году) съездов КПСС, членом бюро Пензенского обкома КПСС, депутатом Пензенского областного совета депутатов трудящихся.
В начале 1950-х гг. являлся председателем Всесоюзной секции по стрельбе. Награжден значком «Отличник физической культуры и спорта» (1951).
С 1967 года И. И. Волкотрубенко в отставке. Умер в 1986 году в Москве, похоронен на Кунцевском кладбище.

## Воинские звания
- Комбриг — 29.10.1939
- Генерал-майор артиллерии — 04.06.1940
- Генерал-лейтенант артиллерии — 04.08.1942
- Генерал-полковник артиллерии — 18.11.1944

## Награды
- Два ордена Ленина (01.08.1943, 21.02.1945)
- Три ордена Красного Знамени (06.11.1941; 03.11.1944, 20.06.1949)
- Орден Кутузова I степени (17.11.1945)
- Орден Кутузова II степени (16.05.1944)
- Орден Суворова II степени (22.11.1944)
- Орден Отечественной войны I степени (06.04.1985)
- Орден Трудового Красного Знамени
- Орден Красной Звезды (03.06.1942)
- Орден «Знак Почёта» (16.08.1936) — за успехи в боевой подготовке
- Медаль "«За воинскую доблесть. В ознаменование 100-летия со дня рождения Владимира Ильича Ленина» (1970)
- Медаль «За победу над Германией в Великой Отечественной войне 1941—1945 гг.»
- Медаль «20 лет Победы в Великой Отечественной войне 1941—1945 гг.» (1965)
- Медаль «30 лет Победы в Великой Отечественной войне 1941—1945 гг.» (1975)
- Медаль «40 лет Победы в Великой Отечественной войне 1941—1945 гг.» (1985)
- Медаль «Ветеран Вооружённых Сил СССР»
- Медаль «20 лет Рабоче-Крестьянской Красной Армии» (20.02.1938)
- Медаль «30 лет Советской Армии и Флота» (1948)
- Медаль «40 лет Вооруженных Сил СССР» (1958)
- Медаль «50 лет Вооружённых Сил СССР» (1968)
- Медаль «60 лет Вооружённых Сил СССР» (1978)
- Медаль «В память 800-летия Москвы»
- Наградное оружие за Гражданскую войну

Иностранные награды:
- Орден Партизанской звезды I-й степени (СФРЮ)
- Орден «Крест Грюнвальда» II-й степени (ПНР)

## Сочинения
- Волкотрубенко И. И. Краткая история службы артиллерийского вооружения и ее работа в годы Великой Отечественной войны [Учебное пособие для арт.-инж. училищ]. — М., 1978.
- Волкотрубенко И. И. Таблица глазомерной подготовки исходных данных для стрельбы артиллерии. — М.: Госвоениздат, 1932.
- Волкотрубенко И. И. Служба боевого снабжения войск: краткий исторический очерк [Монография]. — Пенза, 1966.
- Волкотрубенко И. И. Обеспечение советских войск вооружением и боеприпасами в битве под Курском. // Военно-исторический журнал. — 1978. — № 7. — С.63-64.
- Волкотрубенко И. И. Обеспечение советских войск вооружением и боеприпасами в операциях 1944 года. // Военно-исторический журнал. — 1982. — № 10. — С.51-53.

## Память
- Имя присвоено конференц-залу Пензенского артиллерийского института.